# Matúš Černák
Matúš Černák (23. srpna 1903 Turčianske Teplice – 5. července 1955 Mnichov) byl československý a slovenský politik a diplomat.

## Biografie
Narodil se v Nové Viesce, která byla později připojena k Turčianským Teplicím, jako syn mlynáře. Po ukončení základní školy v Turčianských Teplicích navštěvoval v letech 1913–1917 piaristické gymnázium v Prievidzi, poté studoval v Kežmarku. Nakonec však roku 1922 odmaturoval na gymnáziu v Banské Bystrici. Roku 1928 ukončil studia v Praze a stal se profesorem filozofie, dějepisu a zeměpisu. Po dokončení této školy vyučoval až do roku 1938 v Bratislavě, kde byl také v komunálních volbách v roce 1938 zvolen za HSLS do místního zastupitelstva.
Po pádu vlády Milana Hodži byl 24. září 1938 jmenován ministrem bez portfeje, přičemž o svém jmenování se dozvěděl z rozhlasu v holešovských kasárnách, kam po mobilizaci narukoval jako podporučík. V prosinci 1938 byl zvolen do slovenského sněmu. Od roku 1938 do roku 1939 byl také ministrem školství autonomního Slovenska v první a druhé vládě Jozefa Tisa. A od roku 1939 do 1944 byl velvyslancem Slovenského státu v Berlíně. Po skončení druhé světové války byl obviněn z těchto činů:
- 13. března 1939 rozbíjel Československo v Rakousku;

Nakonec však soud vynesl rozsudek s trestem tří let odnětí svobody. Černák byl však vězněn jen krátce. Po únoru 1948 emigroval do Německa a až do své smrti v roce 1955 pak žil v Mnichově. Silně se zde angažoval jako člen Slovenské národné rady v zahraničí. Patřil mezi čelné představitele slovenského separatismu, a jeho aktivity proto byly nepříjemné čs. režimu.

## Vražda
V úterý 5. července 1955 dostal zprávu z pošty o vyzvednutí doporučené zásilky. Při vyzvednutí v 14:57 zásilka na poště za jeho přítomnosti explodovala. Zemřel on a další dva náhodní zákazníci, dalších deset lidí bylo zraněno lehce. Výbuch rozbil okna, poničil halu a strop pošty. Balíček byl odeslán z Frankfurtu nad Mohanem.
Pohřeb se konal 12. července v Mnichově za účasti vysokých německých představitelů. Roku 1991 byla urna s Černákovými ostatky poslána do Bratislavy, kde byla pohřbena znovu.
V období po vraždě se pachatele nepodařilo vypátrat. Nové okolnosti vešly ve známost v roce 1972, kdy bývalý agent StB Ladislav Bittman ve své knize Deception game zveřejnil fakta související s vraždou. Bittman měl na starosti agenta s krycím jménem Bertelot a právě on mohl balíček Černákovi odeslat, aniž tušil, co je jeho obsahem. Když se v novinách dočetl o Černákově smrti, zpanikařil a odjel do Prahy. Bertelotovi byla následně udělena odměna a pochvala "za úspěšné a iniciativní provedení akce proti zahraničním nepřátelům československého demokratického zřízení". Tento agent se jmenoval Kurt Baumgartner a byl to homosexuál. Od roku 1958 až do své smrti v 80. letech žil v konspiračním bytě v Žitné ulici v Praze. Jeho svazek byl v prosinci 1989 skartován.
Kdo stál za Černákovou vraždou, se dodnes s jistotou neví. Mohla to být československá výzvědná služba. Podle historika Prokopa Tomka je atentát na Černáka "extrémní formou využívání teroristických metod Státní bezpečností".